# Gøglernes aften (film)
Gøglernes aften er en svensk dramafilm fra 1953 skrevet og instrueret af Ingmar Bergman. Filmen har Åke Grönberg, Harriet Andersson og Hasse Ekman i hovedrollerne. Den finder sted i begyndelsen af 1900-tallet og handler om en gruppe cirkusartister, der rejser rundt på trods af problemer i ledelsen.
Filmen fik premiere i Sverige den 14. september 1953 og udkom i Danmark året efter den 20. marts 1954.

## Medvirkende (i udvalg)
- Åke Grönberg som Albert Johansson
- Harriet Andersson som Anne
- Hasse Ekman som Frans
- Gunnar Björnstrand som Sjuberg
- Åke Fridell som artilleriofficer
- Erik Strandmark som Jens
- Curt Löwgren som Blom
- Anders Ek som Teodor Frost
- Gudrun Brost som Alma Frost
- Lissi Alandh som statist
- Eric Gustafson som politibetjent